# Towarzystwo Przyjaciół Częstochowy
Towarzystwo Przyjaciół Częstochowy – organizacja pożytku publicznego, której celem działalności jest popieranie przedsięwzięć na rzecz rozwoju Częstochowy oraz inspirowanie członków, zakładów pracy, instytucji i organizacji pozarządowych do rozbudowy miasta, promowanie jego dorobku, tradycji i kultury, jak również kształtowania wśród członków postaw patriotycznych.

## Historia
Towarzystwo funkcjonowało już w latach 30 XX wieku. Reaktywowanie Towarzystwa nastąpiło dopiero 15 kwietnia 1986. Poprzedzone zostało spotkaniem założycielskim grupy inicjatywnej 27 listopada 1985 w Klubie Międzynarodowej Prasy i Książki przy ulicy Dąbrowskiego. Pierwszym przewodniczącym Towarzystwa był Aleksander Grabara. Spotkania członków Towarzystwa odbywają się w Domu Rzemiosła przy ulicy Kościuszki 6 w każdy ostatni wtorek miesiąca o 16.00. Od września 2016 TPCz ma siedzibę przy ul. Ogrodowej 9.

## Cele i środki działania
Celem działania stowarzyszenia jest według statutu popieranie wszystkich przedsięwzięć podejmowanych na rzecz rozwoju miasta Częstochowy oraz inspirowanie szerokich rzesz członków, zakładów pracy, instytucji, organizacji pozarządowych do podejmowania działań zmierzających do rozbudowy miasta, promowania jego dorobku, postępowych tradycji i kultury, kształtowania u swych członków patriotyzmu i wysokich walorów moralnych.
Realizując cele statutowe Towarzystwo stosuje różne środki:
1. współpracę z samorządem miasta i województwa, zakładami pracy, instytucjami, organizacjami pozarządowymi, w zakresie podtrzymywania i upowszechniania tradycji narodowej, pielęgnowania polskości oraz rozwoju świadomości narodowej, obywatelskiej i kulturowej,
2. prowadzenie zebrań, dyskusji, odczytów, wykładów, spotkań autorskich,
3. organizowanie olimpiad, konkursów, turniejów;
4. prowadzenie działalności wydawniczej;
5. prowadzenie działalności promocyjnej i informacyjnej w zakresie kultury i sztuki, ochrony dóbr kultury i dziedzictwa narodowego;
6. prowadzenie działalności w zakresie turystyki i krajoznawstwa;
7. prowadzenie działalności wspomagającej rozwój wspólnot i społeczności lokalnych oraz działalność na rzecz integracji europejskiej oraz rozwijania kontaktów i współpracy między społeczeństwami;
8. współpracę i wymianę doświadczeń z innymi stowarzyszeniami, na terenie województwa i kraju, których celami statutowymi jest: działalność społeczna, charytatywna, oświatowa, kulturalna, w zakresie kultury fizycznej i sportu, turystyki i krajoznawstwa, ochrony środowiska, dobroczynności, ochrony zdrowia i pomocy społecznej

W ramach Towarzystwa funkcjonuje 5 komisji – kultury i wydawnictw, turystyki i rekreacji, organizacyjna, estetyki, higieny i zdrowia oraz historyczna. 
Komisja Kultury i Wydawnictw rokrocznie wydaje „Almanach Częstochowy”. Jedną z form działalności Komisji Turystyki i Rekreacji jest organizacja wycieczek po atrakcyjnych zakątkach Częstochowy, ale również do różnych miast w Polsce i za granicą.
Od 20 grudnia 2021 przewodniczącą Zarządu jest Dorota Wawrzak.